# Trichocoleales
Die Trichocoleales sind eine Ordnung beblätterter Lebermoose.

## Merkmale
Die Moospflanzen haben bis zum Grund asymmetrisch geteilte, (zwei-) drei- bis vierfach fadenförmig gelappte Flankenblätter. Unterblätter sind vorhanden und sind ähnlich den Flankenblättern.

## Systematik
Die Trichocoleales umfassen nach Frey et al. zwei Familien:
- Familie Blepharostomataceae, 1 Gattung mit 3 Arten, Vorkommen in der Nordhemisphäre
- Familie Trichocoleaceae, 4 Gattungen mit zirka 35 Arten

## Europäische Vorkommen
In Europa ist jede der beiden Familien mit je einer Art vertreten:
- Blepharostoma trichophyllum
- Trichocolea tomentella